# Jenette Goldstein
Jenette Goldstein (Los Ángeles, California, 4 de febrero de 1960) es una actriz y empresaria estadounidense, conocida principalmente por su papel de la soldado Vasquez en la película Aliens. 
Nacida Jenette Elise Goldstein en una familia judía de Beverly Hills, Los Ángeles, California. Dirige su propia compañía de ropa interior.

## Filmografía (Selección)
| Años | Título                        | Título original            | Personaje                 | Notas                                |
| ---- | ----------------------------- | -------------------------- | ------------------------- | ------------------------------------ |
| 1986 | Aliens, el regreso            | Aliens                     | Jenette Vasquez           | Fue su debut y es conocida por ello. |
| 1987 | Los viajeros de la noche      | Near Dark                  | Diamondback               |                                      |
| 1988 | Más fuerte que el odio        | The Presidio               | Patti Jean Lynch          |                                      |
| 1988 | 70 minutos para huir          | Miracle Mile               | Chica #1 de Beverly Hills |                                      |
| 1989 | Arma letal 2                  | Lethal Weapon 2            | Meagan Shapiro            |                                      |
| 1991 | Terminator 2: el juicio final | Terminator 2: Judgment Day | Jannelle                  |                                      |
| 1995 | Caza legal                    | Fair Game                  | Rosa                      |                                      |
| 1997 | Titanic                       | Titanic                    | Madre irlandesa           | Cameo                                |
| 2008 | Autopsia                      | Autopsy                    | Marian                    |                                      |

## Premios
Ganadora del Premio Saturno en 1987.